# Elastinen
Elastinen de son vrai nom Kimmo Ilpo Juhani Laiho, né le 18 avril 1981 à Helsinki, est un rappeur finlandais, membre du groupe Fintelligens.
Il est jury dans The Voice of Finland.

## Discographie

### Albums studio
| Finlande |                       |                    |
| Année    | Album                 | Meilleure position |
| -------- | --------------------- | ------------------ |
| 2004     | Elaksis Kivi          | 8                  |
| 2006     | Anna Soida            | 11                 |
| 2007     | E.L.A.                | 10                 |
| 2013     | Joka päivä koko päivä | 4                  |
| 2015     | Iso Kuva              | 1                  |